# Пацейко, Леонид Тарасович
Леонид Тарасович Пацейко — советский хозяйственный, государственный и политический деятель, Герой Социалистического Труда.

## Биография
Родился 13 октября 1921 году в селе Заречье Ростовского района Ярославской области России. Член КПСС.
Участник Великой Отечественной войны, шофёр 52-й гвардейской механизированной бригады, шофёр оперативной группы штаба 23-й гвардейской мотострелковой бригады 7-го гвардейского танкового корпуса 1-го Украинского фронта, гвардии младший сержант. С 1946 года — на хозяйственной, общественной и политической работе. В 1946—1981 гг. — слесарь-инструментальщик Мытищинского машиностроительного завода Министерства автомобильной промышленности СССР.
Указом Президиума Верховного Совета СССР от 17 мая 1977 года присвоено звание Героя Социалистического Труда с вручением ордена Ленина и золотой медали «Серп и Молот».
Умер в Мытищах 28 апреля 2004 года.